# Kike Elomaa
Kike Elomaa, właśc. Ritva Tuulikki Elomaa (ur. 25 lipca 1955 w Lokalahti) – fińska kulturystka, piosenkarka popowa i polityk, posłanka do Eduskunty.

## Życiorys
Z wykształcenia technik elektroradiolog, kształciła się w szkole pielęgniarstwa w Helsinkach. Do połowy lat 90. pracowała w szpitalach w Helsinkach i Turku.
Trenowała przez pewien czas kulturystykę, osiągając największe sukcesy na początku lat 80. W 1981 w Filadelfii zwyciężyła w zawodach kulturystycznych Ms. Olympia, zdobywając tytuł mistrzyni świata zawodowców. Do 2000 pozostała jedyną kulturystką spoza Stanów Zjednoczonych, która zwyciężyła w tych zawodach. W 1983 zakończyła karierę sportową. W 2001 została włączona do IFBB Hall of Fame. W latach 80. zajęła się profesjonalnym śpiewaniem, nagrywając w trakcie kariery kilka albumów.
Zaangażowała się później w działalność polityczną w ramach prawicowego ugrupowania Perussuomalaiset. Z jego ramienia w 2011 i 2015 była wybierana na deputowaną do Eduskunty. W czerwcu 2017 przyłączyła się do grupy parlamentarzystów partii, którzy utworzyli rozłamową frakcję Nowa Alternatywa. Jeszcze w tym samym miesiącu powróciła jednak do Perussuomalaiset. W wyborach w 2019 i 2023 z powodzeniem ubiegała się o poselską reelekcję.

## Osiągnięcia sportowe
- 1981: European Amateur Championships (1. miejsce)
- 1981: World Games (1. miejsce)
- 1981: Ms. Olympia (1. miejsce)
- 1982: Ms. Olympia (3. miejsce)
- 1983: World Pro Championships (2. miejsce)
- 1983: Ms. Olympia (5. miejsce)[2]

## Dyskografia
- Kiken Kuntojumppa (JP-Musiikki OY, 1984)
- Hymykuopat (Play, 1985)
- Kesäkuu-Kesäkuu (Selecta, 1989)
- Kuuman Yön Jälkeen (Selecta, 1990)
- Kike Elomaa (Snap Records, 1995)
- Kike (Samusiikki-Samusic Oy, 2001)
- Kike Elomaa (Kike Oy & Kituri Oy, 2008)
- Suomi On Mun Maa (Snap Records, 2017)[4]